# Köln-Kalk
Köln-Kalk este sectorul 8 al orașului Köln, care cuprinde cartierele: Brück, Höhenberg, Humboldt/Gremberg, Kalk, Merheim, Neubrück, Ostheim, Rath/Heumar și Vingst.